# Hrebinky
Hrebinky (Ucraino: Гребінки) è un insediamento rurale ucraino (5678 abitanti) nel distretto di Bila Cerkva, nell'oblast' di Kiev. Ospita l'amministrazione della comunità territoriale di Hrebinky, una delle comunità territoriali dell'Ucraina.
Fino al 18 luglio 2020 Hrebinky faceva parte del distretto di Vasyl'kiv, abolito come parte della riforma amministrativa dell'Ucraina, che ha ridotto a sette il numero dei distretti dell'oblast' di Kiev. L'area del distretto di Vasyl'kiv è stata suddivisa fra il distretto di Bila Cerkva, il distretto di Fastiv e il distretto di Obuchiv e Hrebinky è stata trasferita al distretto di Bila Cerkva.
Fino al 26 gennaio 2024 Hrebinky era classificata come insediamento di tipo urbano. Da tale data è entrata in vigore una nuova legge che ha abolito questo status e Hrebinky è stata riclassificata come insediamento rurale,